# Beta raspad
Beta raspad je vrsta radioaktivnog raspada atomskih jezgara izazvana utjecajem slabe nuklearne sile, pri kojem atomska jezgra zrači elektron ili pozitron, i ne dolazi do promjene atomske mase, već se samo atomski broj poveća ili smanji za jedan, a to znači da atomska jezgra se pretvori (transmutira) u novi kemijski element, koji je sljedeći ili prethodni redni broj u periodnom sustavu elemenata. Nestabilne atomske jezgre koje imaju višak neutrona mogu spontano ostvariti beta (minus) raspad, gdje se neutron raspada u proton, uz zračenje elektrona i antineutrina (elektronski antineutrino ili antičestica neutrina), s vremenom poluraspada od 10,3 minute. Nestabilne atomske jezgre koje imaju višak protona mogu spontano ostvariti beta (plus) raspad, gdje se proton raspada u neutron, uz zračenje pozitrona i neutrina (elektronski neutrino).

## Povijest
Već 1900. bilo je poznato da jedan dio radioaktivnog zračenja može skrenuti u magnetskom polju. Ernest Rutherford je na osnovu ispitivanja prolaza radioaktivnih zraka kroz tanke listiće aluminija utvrdio da kod zračenja uranijevih spojeva postoje dvije vrste zraka. Onu vrstu zraka koje ne mogu da prođu kroz aluminijsku pločicu debljine 0,02 mm nazvao je alfa-česticama, a onu vrstu koja je prolazila i kroz deblje slojeve nazvao je beta-česticama. Iste godine francuski znanstvenik Paul Villard je otkrio i treću vrstu radioaktivnog zračenja, za koju se utvrdilo da ima veliku prodornu moć i da ne skreće u magnetskom polju, a nazvane su gama-česticama. Na osnovu skretanja u magnetskom polju, utvrđeno je da alfa-čestice imaju pozitivni električni naboj, a beta-čestice negativan električni naboj.
1908. su Rutherford i Hans Geiger mjerenjem utvrdili da alfa-čestice imaju dvostruki električni naboj, a da im je masa jednaka četverostrukoj masi atoma vodika. Kada alfa-čestica privuče dva elektrona, ona prelazi u atom helija. Iz toga je Rutherford zaključio da su alfa-čestice ustvari ioni helija ili samo atomska jezgra helija. Za beta-čestice se utvrdilo da se u magnetskom i električnom polju ponašaju isto kao i katodne zrake ili elektroni. To znači da su beta-čestice ustvari elektroni velikih brzina, ali za razliku od elektrona u elektronskom omotaču atoma, nastaju iz atomske jezgre.

### Beta (minus) i beta (plus) raspad
Za razliku od alfa raspada, kod beta raspada, pri kojem atomska jezgra zrači elektron ili pozitron, ne dolazi do promjene atomske mase, već se samo atomski broj poveća ili smanji za jedan ili atomska jezgra se pretvori (transmutira) u novi kemijski element, koji je sljedeći ili prethodni redni broj u periodnom sustavu elemenata.
Osim toga, pokusi su pokazali da elektroni koji nastaju prilikom beta raspada imaju različite brzine, od nule do određene maksimalne vrijednosti, a to znači da imaju neprekinutu ili kontinuiranu raspodjelu energije. Sličan neprekinuti spektar pokazuje i pozitron, koji nastaje kod beta (plus) raspada. Kada govorimo o beta-česticama, onda mislimo i na beta (minus) - čestice i beta (plus) – čestice. 1934. Frédéric i Irène Joliot-Curie su bombardirali atomske jezgre aluminija s alfa-česticama: 4He + 27Al → 30P + n, te su primijetili da fosfor-30 zrači pozitrone, čestice koje je primijetio i Carl David Anderson 1932., promatrajući kozmičke zrake. Tada je prvi puta pozitron dobiven u labaratoriju.
Budući da, prema kvantnoj teoriji, atomska jezgra ima određene razine energije ili kvante energije, onda bi i beta-čestice trebale imati određenu razinu ili kvant energije, a ne neprekinuti spektar energija. Iz toga možemo zaključiti da energija beta-čestica ne nastaje zbog prelaza iz jedne energetske razine u drugu. Prema tome, beta raspad ne udovoljava zakonu o očuvanju energije, a pokusi su pokazali da i ne zadovoljava zakon o očuvanju momenta količine gibanja. Pokusi su doveli u sumnju osnovne zakone gradnje atomskog jezgra.

### Neutrino
Wolfgang Pauli je došao do zaključka da bi trebalo pretpostaviti postojanje jedne nove neutralne čestice, koja bi zajedno zračila s elektronom pri beta (minus) raspadu, čija je masa manja od mase elektrona u stanju mirovanja. Ovu česticu je Wolfgang Pauli nazvao neutrino, što na talijanskom jeziku znači nešto što je malo i neutralno. Prema ovoj pretpostavci izlazi da je nastala energija pri beta raspadu raspodjeljena na elektron i neutrino, tako da bi bio zadovoljen zakonu o očuvanju energije. Pretpostavka je bila i da neutrino odnosi i spin od 1/2, tako da i ukupna vrijednost momenta količine gibanja bi bila jednaka 0 ili, čime bi bio zadovoljen i zakon o očuvanju momenta količine gibanja.
Na osnovu pretpostavki Wolfganga Paulija, Enrico Fermi je razradio teoriju beta raspada. Po njoj atomska jezgra ne sadrži slobodne elektrone i pozitrone, već samo protone i neutrone (nukleoni). Elektroni i pozitroni koje emitira atomska jezgra, nastaju jedino kod beta raspada, zbog pretvorbe neutrona u protone i protona u neutrone, slično kao što u atomu nema fotona, nego oni nastaju samo prilikom prelaska atoma iz jednog energetskog stanja u drugo. Mogućnost nastanka beta-čestica je uslovljeno stabilnošću atomske jezgre. Energija koja nastaje prilikom beta raspada rasporeduje se na beta-čestice i elektrone, odnosno pozitrone. Po toj teoriji postoje dvije vrste neutrina: neutrino i antineutrino.
Neutrino je otkriven tek 1956., a otkrio ga je američki fizičar Clyde Cowan, prilikom proučavanja nuklearnih reakcija u nuklearnom reaktoru. Japanski fizičar Hideki Jukava sa suradnicima je predvidio 1936., da atomi bogati protonima u atomskom jezgru, mogu uhvatiti elektron iz prve K-ljuske elektronskog omotača, čime bi se proton promijenio u neutron, uz istovremeno zračenje neutrina, što se naziva elektronski uhvat.

## Svojstva beta-čestica
Brzina beta-čestica je različita za radioaktivne elemente ili radionuklide, a može iznositi od 75 000 do 298 000 km/s, a to znači od 25% do 99% brzine svjetlosti. Najveća brzina je izmjerena kod beta raspada radija-226 i iznosi 99% brzine svjetlosti. Kako se brzina nekih beta-čestica približava brzinama svjetlosti, tako im se i masa povećava prema posebnoj teoriji relativnosti. Pokusi su pokazali da masa elektrona postaje to veća, kako im se brzina povećava, ili da su mase brzih elektrona veće od njihovih masa u mirovanju. To je bio ujedno i dokaz posebne teorije relativnosti.
Energije beta-čestica daju neprekinuti ili kontinuirani spektar energija i iznose od 0,025 do 3,15 MeV. Postoji i manji dio beta-čestica koje nastaju naknadnim djelovanjem u elektronskom omotaču elektrona i one daju linijski spektar energije. Istraživanja su pokazala da beta-čestice imaju puno manju sposobnost ionizacije plinova od alfa-čestica, ali su im dometi puno veći, i do nekoliko metara (alfa-čestice imaju domet nekoliko centimetara). Beta-čestice mogu prodrijeti kroz olovni lim debljine 1 mm, ali ih aluminijski lim debljine 3 mm upija (apsorbira). Kod prolaza beta-čestica kroz neku tvar može nastati i zakočno rendgensko zračenje (njem. bremsstrahlung).

### Beta (minus) raspad ili elektronsko zračenje (β−)
Nestabilne atomske jezgre koje imaju višak neutrona mogu spontano ostvariti beta (minus) raspad, gdje se neutron raspada u proton, uz zračenje elektrona i antineutrina (elektronski antineutrino ili antičestica neutrina):
n → p + e- + νe'
Beta (minus) raspad nastaje zbog djelovanja slabe nuklearne sile. Taj postupak se obično javlja u nuklearnim reaktorima, ako u nuklearnom gorivu ima nestabilnih atomskih jezgri s viškom neutrona.

### Beta (plus) raspad ili pozitronsko zračenje (β+)
Nestabilne atomske jezgre koje imaju višak protona mogu spontano ostvariti beta (plus) raspad, gdje se proton raspada u neutron, uz zračenje pozitrona i neutrina (elektronski neutrino ili antičestica neutrina):
p → n + e+ + νe
Beta (plus) raspad se može dogoditi samo unutar atomskog jezgra, kojem je nuklearna energija vezanja novonastalog kemijskog elementa ili izotopa veća od nuklearne energije vezanja kemijskog elementa iz kojeg je radioaktivni raspad započeo.

### Elektronski uhvat
Ponekad se u beta raspad svrstava i elektronski uhvat. Hideki Jukava sa suradnicima je predvidio 1936. da atomi bogati protonima u atomskom jezgru, mogu uhvatiti elektron iz prve K-ljuske elektronskog omotača, čime bi se proton promijenio u neutron, uz istovremeno zračenje neutrina, što se naziva elektronski uhvat:
energija + p + e- → n + νe

## Primjena
Beta raspad se može koristiti za liječenje očiju i raka kostiju. Beta-čestice se najčešće dobivaju iz izotopa stroncija-90. U ispitivanju materijala koriste se i za mjerenje debljine tankih materijala, kao što je papir. Beta-čestice se koriste i za stvaranje beta svjetlosti, koja nastaje ozračivanjem tricija i fluorescentne tvari. Beta (plus) raspad se koristi u tomografiji pozitronskim zračenjem (engl. positron emission tomography - PET scan).

## Utjecaj beta raspada na žive organizme
Svijet u kojem živimo radioaktivan je od svog postanka. Postoji oko 60 radionuklida (radioaktivnih elemenata), koje možemo pronaći u tlu, zraku, vodi, hrani, a time i u svim živim bićima. Po tome kako su nastali dijele se na one koji su oduvijek prisutni na Zemlji, one koji nastaju kao posljedica djelovanja kozmičkih zraka, te one koji su posljedica ljudske tehnologije.
U prvoj su skupini radioaktivni elementi poput uranija-235, uranija-238, torija-232, radija-226, radona-222 ili kalija-40. Oni potječu još iz vremena stvaranja Zemlje, a karakterizira ih vrlo dugo vrijeme poluraspada, čak i do milijardu godina (iznimka je plin radon, čiji je poluživot 3,8 dana). Kozmičko zračenje nas neprestano pogađa. Izvor mu je uglavnom izvan našeg Sunčevog sustava, a sastoji se od raznih oblika zračenja: od vrlo brzih teških čestica, pa do visokoenergijskih fotona i miona. Ono međudjeluje s atomima u gornjim slojevima atmosfere i tako proizvodi radionuklide, koji su najčešće kraćih vremena poluživota. To su, na primjer, ugljik-14, tricij, berilij-7 i drugi.
Ljudi su svojim djelovanjem, poglavito razvojem nuklearnih reaktora i testiranjem nuklearnog oružja, stvorili još neke radioaktivne elemente, poput stroncija-90, joda-129, joda-131, cezija-137, plutonija-239 itd.

### Mjerne jedinice ionizirajućeg zračenja
Aktivnost radioaktivnog uzorka mjeri se u bekerelima (Bq). Aktivnost od 1 Bq znači jedan raspad atomske jezgre u sekundi. Kako su aktivnosti uzoraka često vrlo velike u upotrebi je i veća jedinica, kiri (Ci). 1 Ci iznosi 3,7 • 1010 Bq.
Da bi se mjerila energija, koju putem zračenja apsorbira određena tvar, koristi se jedinica grej (Gy). Omjer te energije i mase tijela koje ju apsorbira zove se apsorbirana doza. Ako se energija od 1 J apsorbira u 1 kg tvari govorimo o apsorbiranoj dozi od 1 Gy. Ovako definirana doza ne govori ništa o biološkim učincima apsorbiranog zračenja. Svaka vrsta zračenja (α, β, γ) ima drugačiji utjecaj na žive stanice, koji se opisuje faktorom Q. Zato se definira ekvivalentna doza, koju dobijemo tako da apsorbiranu dozu pomnožimo faktorom Q. Jedinica za ekvivalentnu dozu je sivert (Sv).